# Redento Baranzano
Giovanni Antonio Baranzano (detto Redento; Serravalle Sesia, 4 febbraio 1590 – Montargis, 23 dicembre 1622) è stato un presbitero, astronomo e scrittore italiano, barnabita autore dell'opuscolo Uranoscopia (1617) in cui sosteneva la teoria eliocentrica copernicana. La Chiesa lo costrinse a ritirare la sua pubblicazione.

## Biografia
Nato a Serravalle Sesia, studiò a Crevalcore, Vercelli, Novara e Milano. Venne ordinato barnabita l'11 marzo 1609 e assunse il nome di Redento. A Monza studiò religione, filosofia, latino, greco, ebraico e caldeo. Nel 1615 insegnò nel Collegio dei Cappuccini ad Annecy, ambiente ostile ai calvinisti, e si approcciò al mondo scientifico. 
Fu amico di Galileo Galilei e di Francesco Bacone, il quale rivelò per la prima volta proprio a Baranzano il suo Novum Organum. Baranzano pubblicò una nota su Novae opinioni physicae (1619), ma è maggiormente conosciuto per il suo trattato astronomico Uranoscopia seu coelo, iniziato nel 1617 e pubblicato due anni più tardi per Jean Pillehotte a Lione. L'opera sosteneva la teoria eliocentrica in contrasto con le idee di Aristotele, perciò l'arcivescovo chiamò Baranzano a Milano e gli chiese di correggere i suoi scritti, adattandoli alla visione geocentrica della Chiesa. Nel 1618 Baranzano raccolse le sue idee censurate nel trattato Nova di motu terrae Copernican iuxta Summi Pontificis mentem disputatio. Dopo il 1620 insegnò a Montargis, dove morì due anni più tardi.